# Marbut

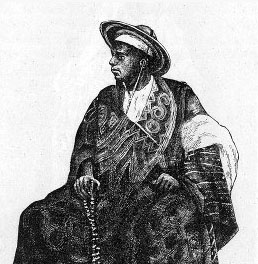
En marbut i Senegal (1890)

Marbut eller marabut (från arabiska murabit, helig man, och ribat, gränsbefästning) är en muslimsk eremit och helgon. Marbuterna, som ursprungligen var stridande mot de otrogna och samtidigt utmärkte sig för religiös iver, bildade på 1000-talet en vitt utbredd sekt i norra Afrika från vilken almoravidernas härskarätt utgick.

## Historik
Marbut kallades ursprunglien den krigare som driven av heligt nit frivilligt begav sig till en gränsbefästning, ribat, för att vinna tillfälle till berömmelse genom strid mot de otrogna. Då dessa marbuter i fredstid ägnade sin tid åt oavbrutna andaktsövningar, böner och späkningar, blev "ribat" snart liktydigt med en enslig, åt betraktelser och botövningar ägnad plats, ungefär motsvarande det kristna klostret, men utan dess prakt och rikedom.
Under 1000-talet bildade marbuterna i Nordafrika en betydande sekt, som gav upphov åt den i Afrika och Spanien härskande dynastin almoravider, vilket namn är en spansk ombildning av al-murabitin (marbuterna). Såsom fanatiska muslimer har de ständigt underblåst hatet mot de otrogna "frankerna" och spelat en betydande roll såväl i alla uppror mot fransmännen som i andra oroligheter i Nordafrika.

## Inom kulturen
Ordet 'marabout' används i västafrikansk islam och i Senegal även om religiösa funktionärer och ledare. Gravmonument över marbuter med sina karakteristiska kupoler finns överallt på landsbygden.
Marbuten har givit namn åt maraboustorken. Den senare har i sin tur givit namn åt chokladmärket Marabou.